# Noord-Korea op de Olympische Zomerspelen 2024
Noord-Korea nam deel aan de Olympische Zomerspelen 2024 in Parijs, Frankrijk.

## Medailleoverzicht
| Medaille | Naam                     | Sport          | Onderdeel                        | Datum      |
| -------- | ------------------------ | -------------- | -------------------------------- | ---------- |
| Zilver   | Ri Jong-sik Kim Kum-yong | tafeltennis    | dubbelspel (x)                   | 30 juli    |
| Zilver   | Kim Mi-rae Jo Jin-mi     | Schoonspringen | 10 m toren synchroon (v)         | 31 juli    |
|          |                          |                |                                  |            |
| Brons    | Pang Chol-mi             | Boksen         | Bantamgewicht -54 kg (v)         | 4 augustus |
| Brons    | Kim Mi-rae               | Schoonspringen | 10 m toren (v)                   | 6 augustus |
| Brons    | Ri Se-ung                | Worstelen      | Grieks-Romeins Bantam -60 kg (m) | 6 augustus |
| Brons    | Choe Hyo-gyong           | Worstelen      | Vrije stijl Bantam -53 kg (v)    | 8 augustus |

## Aantal deelnemers
Hieronder volgt een overzicht van de atleten die zich reeds gekwalificeerd hebben voor de Olympische Zomerspelen van 2024.
| Sport          | Mannen | Vrouwen | Totaal |
| -------------- | ------ | ------- | ------ |
| Atletiek       | 1      | 0       | 1      |
| Boksen         | 0      | 2       | 2      |
| Gymnastiek     | 0      | 1       | 1      |
| Judo           | 0      | 1       | 1      |
| Schoonspringen | 1      | 2       | 3      |
| Tafeltennis    | 1      | 2       | 3      |
| Worstelen      | 1      | 4       | 5      |
| Totaal         | 4      | 12      | 16     |

## Deelnemers en resultaten

### Atletiek

#### Loopnummers
Mannen
| atleet       | onderdeel | series | series | kwartfinale | kwartfinale | halve finale | halve finale | finale | finale |
| atleet       | onderdeel | tijd   | rang   | tijd        | rang        | tijd         | rang         | tijd   | rang   |
| ------------ | --------- | ------ | ------ | ----------- | ----------- | ------------ | ------------ | ------ | ------ |
| Han Il-ryong | marathon  | n.v.t. | n.v.t. | n.v.t.      | n.v.t.      | n.v.t.       | n.v.t.       |        |        |

### Boksen
Vrouwen
| atleet       | onderdeel     | eerste ronde         | tweede ronde         | kwartfinale          | halve finale         | finale               | rang           |
| atleet       | onderdeel     | tegenstander uitslag | tegenstander uitslag | tegenstander uitslag | tegenstander uitslag | tegenstander uitslag | rang           |
| ------------ | ------------- | -------------------- | -------------------- | -------------------- | -------------------- | -------------------- | -------------- |
| Pang Chol-mi | bantamgewicht | bye                  | Uktamova W 5 - 0     | Bertal W 4 - 0       | Chang Y              |                      |                |
| Won Ung-yong | lichtgewicht  | bye                  | Heijnen V 1 - 4      | niet geplaatst       | niet geplaatst       | niet geplaatst       | niet geplaatst |

### Gymnastiek

#### Turnen
Vrouwen
| Turnster(s) | Onderdeel | Kwalificatie | Kwalificatie | Kwalificatie | Kwalificatie | Kwalificatie | Kwalificatie | Finale         | Finale         | Finale         | Finale         | Finale         | Finale         |
| Turnster(s) | Onderdeel | Toestel      | Toestel      | Toestel      | Toestel      | Totaal       | Plaats       | Toestel        | Toestel        | Toestel        | Toestel        | Totaal         | Plaats         |
| Turnster(s) | Onderdeel | Sprong       | Brug         | Balk         | Vloer        | Totaal       | Plaats       | Sprong         | Brug           | Balk           | Vloer          | Totaal         | Plaats         |
| ----------- | --------- | ------------ | ------------ | ------------ | ------------ | ------------ | ------------ | -------------- | -------------- | -------------- | -------------- | -------------- | -------------- |
| An Chang-ok | meerkamp  | 14.183 Q     | 13.433       | DNS          | 11.666       | DNF          | DNF          | niet geplaatst | niet geplaatst | niet geplaatst | niet geplaatst | niet geplaatst | niet geplaatst |
| An Chang-ok | sprong    | 14.183       | n.v.t.       | n.v.t.       | n.v.t.       | n.v.t.       | 6 Q          |                | n.v.t.         | n.v.t.         | n.v.t.         | n.v.t.         |                |

### Judo
Mannen
| atleet       | onderdeel | eerste ronde          | tweede ronde         | kwartfinale          | halve finale         | herkansing           | finale / BM          | finale / BM    |
| atleet       | onderdeel | tegenstander uitslag  | tegenstander uitslag | tegenstander uitslag | tegenstander uitslag | tegenstander uitslag | tegenstander uitslag | rang           |
| ------------ | --------- | --------------------- | -------------------- | -------------------- | -------------------- | -------------------- | -------------------- | -------------- |
| Mun Song-hui | −70 kg    | Matniyazova V 00 - 10 | niet geplaatst       | niet geplaatst       | niet geplaatst       | niet geplaatst       | niet geplaatst       | niet geplaatst |

### Schoonspringen
Vrouwen
| atleet        | onderdeel  | series | series | halve finale | halve finale | finale | finale |
| atleet        | onderdeel  | punten | rang   | punten       | rang         | punten | rang   |
| ------------- | ---------- | ------ | ------ | ------------ | ------------ | ------ | ------ |
| Im Yong-myong | 10 m toren |        |        |              |              |        |        |

Vrouwen
| atlete               | onderdeel           | series | series | halve finale | halve finale | finale | finale |
| atlete               | onderdeel           | punten | rang   | punten       | rang         | punten | rang   |
| -------------------- | ------------------- | ------ | ------ | ------------ | ------------ | ------ | ------ |
| Kim Mi-rae           | 10 m toren          |        |        |              |              |        |        |
| Kim Mi-rae Jin Mi-jo | 10m toren synchroon | n.v.t. | n.v.t. | n.v.t.       | n.v.t.       | 315.90 | Zilver |

### Tafeltennis
Vrouwen
| atleet          | onderdeel | voorronde            | eerste ronde         | tweede ronde         | derde ronde          | kwartfinale          | halve finale         | finale / BM          | finale / BM    |                |
| atleet          | onderdeel | tegenstander uitslag | tegenstander uitslag | tegenstander uitslag | tegenstander uitslag | tegenstander uitslag | tegenstander uitslag | tegenstander uitslag | rang           |                |
| --------------- | --------- | -------------------- | -------------------- | -------------------- | -------------------- | -------------------- | -------------------- | -------------------- | -------------- | -------------- |
| Pyon Song-gyong | enkelspel | bye                  | bye                  | Doo H K W 4 - 1      | Mittelham W 4 - 3    | Díaz W 4 - 3         | Hayata V 3 - 4       | niet geplaatst       | niet geplaatst | niet geplaatst |

Gemengd
| atleet                   | onderdeel  | eerste ronde              | kwartfinale                 | halve finale               | finale / BM            | finale / BM |
| atleet                   | onderdeel  | tegenstander uitslag      | tegenstander uitslag        | tegenstander uitslag       | tegenstander uitslag   | rang        |
| ------------------------ | ---------- | ------------------------- | --------------------------- | -------------------------- | ---------------------- | ----------- |
| Ri Jong-sik Kim Kum-yong | dubbelspel | Harimoto - Hayata W 4 - 1 | Karlsson - Källberg W 4 - 1 | Wong C T - Doo H K W 4 - 3 | Wang C - Sun Y V 2 - 4 | Zilver      |

### Worstelen

#### Grieks-Romeinse stijl
Mannen
| atleet    | onderdeel | eerste ronde         | kwartfinale          | halve finale         | herkansing           | finale / BM          | finale / BM |
| atleet    | onderdeel | tegenstander uitslag | tegenstander uitslag | tegenstander uitslag | tegenstander uitslag | tegenstander uitslag | rang        |
| --------- | --------- | -------------------- | -------------------- | -------------------- | -------------------- | -------------------- | ----------- |
| Ri Se-ung | −60 kg    |                      |                      |                      |                      |                      |             |

#### Vrije stijl
Vrouwen
| atlete         | onderdeel | eerste ronde         | kwartfinale          | halve finale         | herkansing           | finale / BM          | finale / BM |
| atlete         | onderdeel | tegenstander uitslag | tegenstander uitslag | tegenstander uitslag | tegenstander uitslag | tegenstander uitslag | rang        |
| -------------- | --------- | -------------------- | -------------------- | -------------------- | -------------------- | -------------------- | ----------- |
| Kim Son-hyang  | −50 kg    |                      |                      |                      |                      |                      |             |
| Choe Hyo-gyong | −53 kg    |                      |                      |                      |                      |                      |             |
| Mun Hyon-gyong | −62 kg    |                      |                      |                      |                      |                      |             |
| Pak Sol-gum    | −68 kg    |                      |                      |                      |                      |                      |             |